# Достман, Александр Леонидович
Александр Леонидович Достман (род.  16 декабря 1959, Подволочиск) — российский продюсер, президент и владелец культурно-благотворительного фонда «Артэс», президент Ассоциации Высокой моды и прет-а-порте, продюсер передачи Аншлаг, организатор концертов знаменитых артистов, учредитель компании «Валентин Юдашкин Групп». Входит в состав Общественного совета при Министерстве внутренних дел Российской Федерации. Заслуженный деятель искусств Российской Федерации.

## Биография
Родился 2 января 1960 года в Подволочиске Тернопольской области.
Работал в Парке культуры и отдыха в городе Хмельницкий, работником лодочно-прокатной станции парка, позже стал помощником директора. Ещё чуть позже стал администратором в передвижном цирке «Радуга».
С октября 1987 года — работает в Росконцерте в ансамбле музыкальных пародий Владимира Винокура сначала заведующим художественно-постановочной части, а затем директором.
В 1988 году Владимир Винокур основал Театр музыкальных пародий, Александр Достман стал директором этого театра.
Позже, как директор фирмы «Лиат-Натали Энтертейнмент», А. Л. Достман в 1994 году участвовал в организации гастролей Тома Джонса, Лайзы Минелли, группы «Gipsy Kings» в Москве.
В августе 1994 года Достман учредил Культурный фонд «Артэс», осуществил крупные культурные проекты, создал Ассоциацию Высокой Моды России, стал её президентом. В ноябре 1994 года Фонд и Ассоциация провели Неделю Высокой Моды в Москве, под патронажем мэра Москвы Ю. М. Лужкова.
Создал телепередачу о моде «Подиум д’Арт», стал продюсером этой передачи.
Посоветовал Елене Воробей работать сольно, когда его культурный фонд «Артес» делал концерт дружбы Лёвчика и Вовчика — Льва Лещенко и Владимира Винокура.
С 1994 года А. Л. Достман продюсирует «Аншлаг и К», а с 1998 года стал продюсером другой передачи ВГТРК — «Добрый вечер» с Игорем Угольниковым.
Александр Достман продюсер разных концертных программ и показов мод, среди которых: прощальный гастрольный тур И. Д. Кобзона (1997); ежегодные показы коллекций «от кутюр» Валентина Юдашкина; сольные концерты звёзд российской эстрады в ГЦКЗ «Россия», ежегодные концерты А.Розенбаума, концерты А.Буйнова, Ф.Киркорова, И.Николаева, Л.Вайкуле, концерты В.Винокура, балета А.Духовой «Тодес», Н.Бабкиной.

В 2002 году заочно окончил продюсерский факультет ГИТИСа.

## Личная жизнь
- Первая жена — Евгения Ламдан — Логопед с правом преподавания русского языка.
- Вторая жена — Ида Наумовна Достман (дев. Сонькина)[21] (род. 11 декабря 1976) — адвокат, написала в 2005 году книгу «Уголовно-правовые и криминологические проблемы предупреждения преступлений в сфере розничной торговли», кандидат юридических наук, светская львица, член Московской областной коллегии адвокатов.[22][23][24]
- Дочь Софья от первого брака и два сына Даниэль и Яков от второго[24][25].

## Телевидение
- 2014 — Правда 24 с Е. Додолевым на канале «Москва 24»[26]

## Фильмография
- 2017 — Матильда, Продюсер.